# Nord LB Open 1997
Il Nord LB Open 1997 è stato un torneo di tennis facente parte della categoria ATP Challenger Series nell'ambito dell'ATP Challenger Series 1997. Il torneo si è giocato a Braunschweig in Germania dal 23 al 29 giugno 1997 su campi in terra rossa.

## Vincitori

### Singolare
Francisco Roig ha battuto in finale  Félix Mantilla con il punteggio di 6–2, 2–6, 6–2

### Doppio
Brandon Coupe /  Paul Rosner hanno battuto in finale  Nebojša Đorđević /  Óscar Ortiz con il punteggio di 6–4, 6–3